# Hadena rufula
Hadena rufula är en fjärilsart som beskrevs av Morrison 1875. Hadena rufula ingår i släktet Hadena och familjen nattflyn. Inga underarter finns listade i Catalogue of Life.